# ماري ماك
ماري ماك (بالإنجليزية: Mary Mack)‏ هي موسيقية وممثلة أمريكية، ولدت في 25 يوليو 1975 في مينيسوتا في الولايات المتحدة.

## وصلات خارجية
- ماري ماك على موقع IMDb (الإنجليزية)
- ماري ماك على موقع ميوزك برينز (الإنجليزية)
- ماري ماك على موقع قاعدة بيانات الفيلم (الإنجليزية)